# Fess Parker
Fess Parker właśc. Fess Elisha Parker Jr. (ur. 16 sierpnia 1924 w Fort Worth, zm. 18 marca 2010 w Santa Ynez) – amerykański aktor filmowy i telewizyjny.

## Życiorys

### Wczesne lata

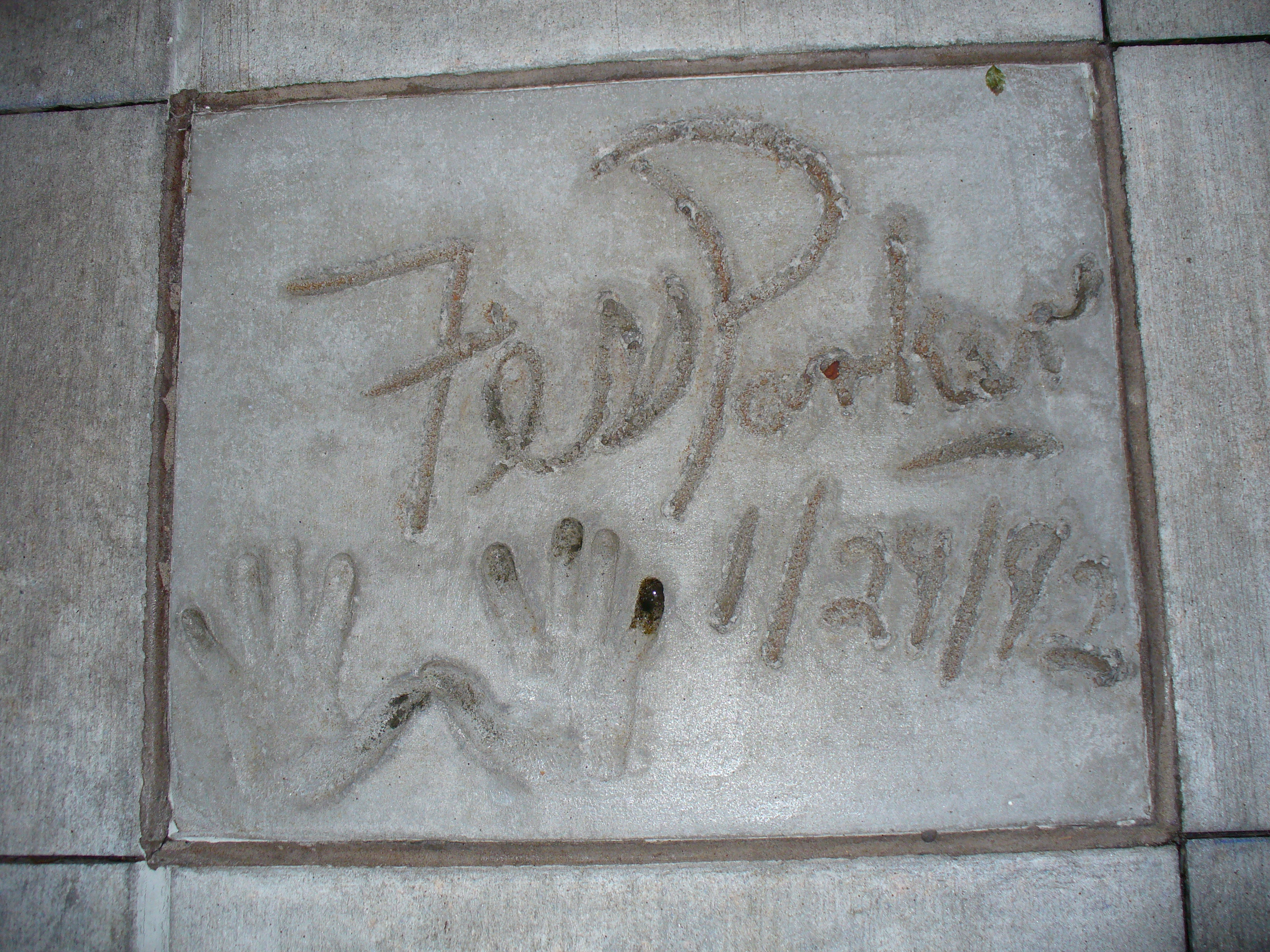
Płyta Fessa Parkera w alei gwiazd Walt Disney World Resort

Fess Elisha Parker Junior urodził się w Fort Worth w stanie Teksas w rodzinie urzędnika skarbowego. Dość nietypowe imię odziedziczył po ojcu, a ten z kolei posiadał je na cześć Simeona D. Fessa – republikańskiego polityka ze stanu Ohio. Dzieciństwo spędził na niedużej farmie niedaleko San Angelo. Podczas II wojny światowej wstąpił do marynarki, jednak nie brał bezpośrednio udziału w walkach. Jego aspiracje zostania lotnikiem przekreślił zbyt duży wzrost (198 cm), który później (paradoksalnie) ułatwił mu karierę aktorską. Po demobilizacji w 1946 roku, dzięki pomocowej ustawie Kongresu (G.I. Bill) dla weteranów wojennych, wstąpił na Hardin–Simmons University w Abilene w Teksasie. W 1947 przeniósł się na Uniwersytet Teksański w Austin, który ukończył w 1950 roku z dyplomem historyka. Na studiach zetknął się z aktorstwem i rok później (1951), dzięki wciąż przysługującemu mu grantowi rządu USA, pokusił się o uzyskanie dyplomu magistra z dziedziny historii teatru Uniwersytetu Południowej Kalifornii, do czego ostatecznie nie doszło z powodu rozwijającej kariery aktorskiej.

### Kariera aktorska
Profesjonalny debiut aktorski Parkera miał miejsce w 1950 roku w filmie Harvey w którym użyczył głosu szoferowi Leslie (jego nazwisko nie zostało wymienione w obsadzie). Rok później (1951) debiutował w sztuce teatralnej pt. Mister Roberts opartej na powieści Thomasa Heggena, która okazała się być wielkim broadwayoswskim sukcesem. Partnerował w niej tak znanym gwiazdom kina światowego jak (m.in.) Henry Fonda, Robert Keith, Jocelyn Brando. Przez kolejnych kilka lat występował w filmach znanych reżyserów, niejednokrotnie partnerując gwiazdom światowego formatu. Były to jednak na ogół niezauważalne role drugoplanowe. Sytuacja zmieniła się w 1954 roku, kiedy to aktor związał się z wytwórnią Disneya, przyjmując tytułową rolę w cyklu filmów TV pt. Davy Crockett, opowiadającego o przygodach autentycznej postaci z historii Stanów Zjednoczonych przełomu XVIII i XIX w. Rolę tę powierzył mu sam Walt, zachwycony doskonałymi warunkami fizycznymi Parkera i rolą w One!. Emitowany w latach 1954–1955, zaledwie 5-odcinkowy miniserial okazał się być wielkim sukcesem, a samemu Parkerowi zapewnił olbrzymią popularność – „Crockett frenzy” („Crockettomania”) – trwającą przez następne dziesięciolecia. Uczynił go „ikoną pokolenia” oraz zapewnił pierwszoplanowe role w kilku produkcjach Disneya w następnych latach. W 1958 roku odrzucił propozycję wytwórni zagrania w kolejnym filmie (Tonka), co zakończyło się zerwaniem współpracy z wytwórnią. Przez następnych kilka lat aktor występował gościnnie w różnego rodzaju telewizyjnych show (w których np. śpiewał i grał na gitarze). Kontrakt z wytwórnią Paramount w latach 1958–1962 przyniósł Parkerowi drugoplanowe role w podrzędnych filmach. I chociaż przyszło mu w nich partnerować tak znanym gwiazdom jak Steve McQueen lub James Coburn, pozostawał w swego rodzaju zawodowej próżni. Produkcją wartą wzmianki z tego okresu był jedynie serial TV pt. Mr Smith jedzie do Waszyngtonu – telewizyjna wersja głośnego filmu Franka Capry z 1939 roku pod tym samym tytułem, w którym podobnie jak ponad 20 lat wcześniej James Stewart, Parker odgrywał tytułową rolę prawnika-idealisty.
W 1964 roku Parker zagrał tytułową rolę w serialu pt. Daniel Boone i przez kolejnych sześć lat (1964-70) wcielał się w tę autentyczną postać historii Stanów Zjednoczonych przełomu XVIII i XIX w. Podobnie jak w przypadku serialu Davy Crockett, odniósł spektakularny sukces. Kreacja ta była jego największym aktorskim osiągnięciem. Emitowany przez stację NBC serial okazał się być jednym z najlepszych i najbardziej oglądanych produkcji telewizyjnych swoich czasów. Ponownie zapewnił Parkerowi popularność i uznanie, chociaż nie „porwał” już tak widzów jak Davy Crockett dziesięć lat wcześniej. Parker był również współproducentem i reżyserem kilku z jego odcinków.
Fess Parker porzucił aktorstwo w wieku 49 lat, po wyemitowaniu pilotażowego odcinka jego autorskiego sitcomu i odmowie dalszej emisji przez sieć CBS. Climb an Angry Mountain był jego ostatnim filmem. Wraz z rodziną osiadł w Santa Barbara, ponieważ jak sam stwierdził, nie chciał aby jego dzieci wychowywały się w atmosferze Hollywood.

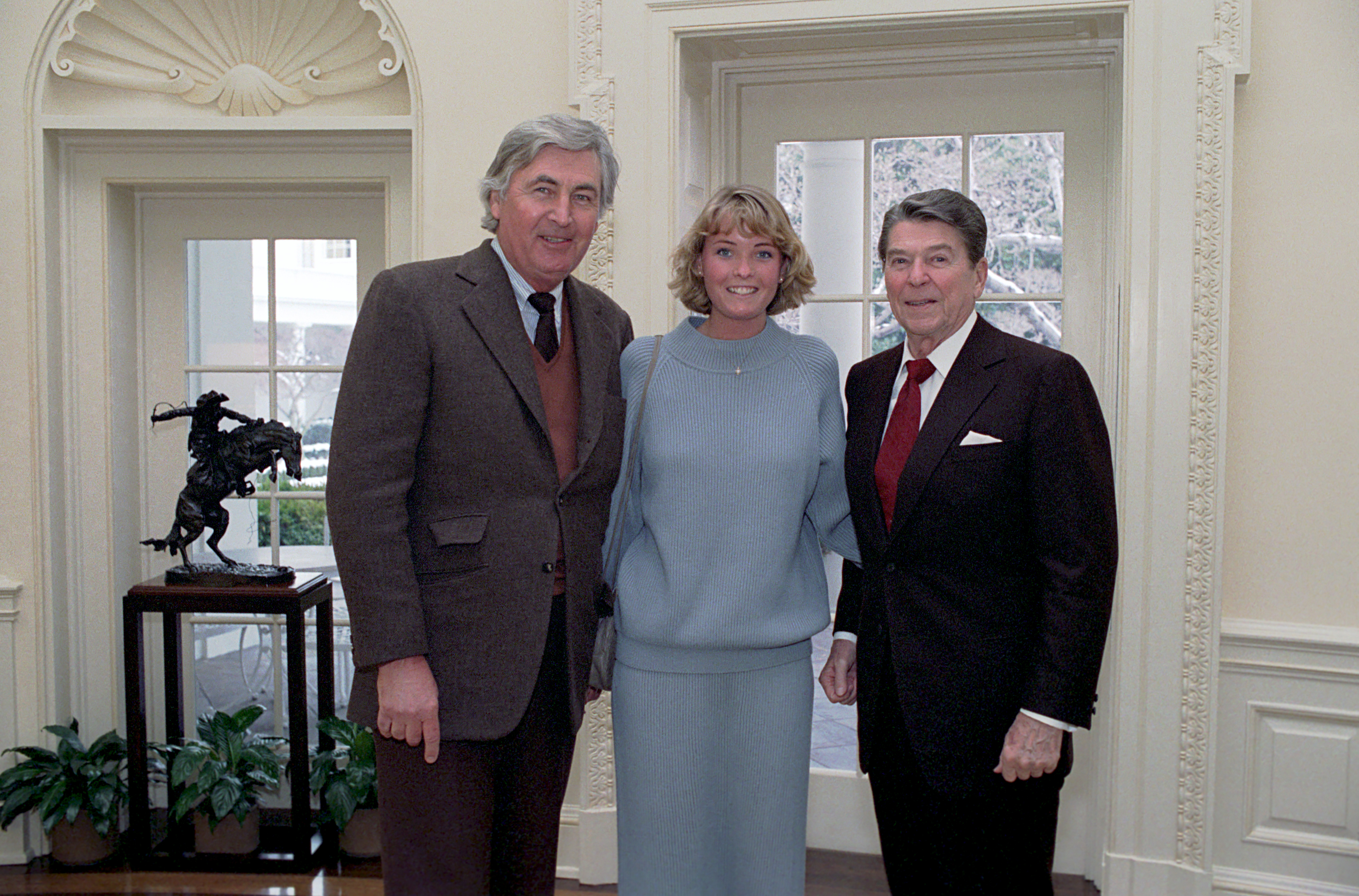
Z córką Ashley i Ronaldem Reaganem w czasie krótkiego epizodu kariery politycznej (1985).

### Biznesmen i polityk
Po zakończeniu kariery aktorskiej Parker zajął się biznesem i polityką. W tej pierwszej dziedzinie odniósł nawet pewien sukces. Po dziesięciu latach handlu nieruchomościami, w rodzinnej Kalifornii, na kupionych w 1987 roku 714 akrach założył rodzinny interes w branży produkcji win. Prowadzona przez jego dzieci firma, może pochwalić się kilkoma prestiżowymi markami win kalifornijskich, w których promocji wykorzystywane są gadżety bohaterów których kreował Parker w swoich filmach.
Na płaszczyźnie politycznej Parkerowi poszło znacznie gorzej – w 1986 roku jako kandydat republikanów bezskutecznie ubiegał się o mandat do Senatu. Przegrał z urzędującym kandydatem demokratów – Alanem Cranstonem. W owym czasie deklarował się jako zwolennik poglądów politycznych Ronalda Regana z którym przez długie lata pozostawał w przyjacielskich relacjach.

### Śmierć
Fess Parker zmarł w wieku 85 lat w swoim domu w Santa Ynez z przyczyn naturalnych w otoczeniu rodziny.

## Życie prywatne
Od 1960 roku aż do śmierci był żonaty z Marcellą Belle Rinehart (1929–2019), przez 60 lat tworząc z nią udany związek. Jego owocem były dwie córki: Fess Elisha i Ashley Allen oraz jedenaścioro wnucząt i dwoje prawnucząt.

## Filmografia
- 1950 – Harvey (głos szeryfa Leslie)
- 1952 – Tropem koniokradów (Jim Randolph)
- 1953 – Człowiek na linie (epizod)
- 1954 – One! (Alan Crotty)
- 1954 – Łowca nagród (kowboj w finale)
- 1954-56 – Disneyland (John „Doc” Grayson/Davy Crockett)
- 1955 – Operacja Saipan (szer. Speedy)
- 1955 – Davy Crockett, król pogranicza (Davy Crockett)
- 1956 – Davy Crockett i Rzeka Piratów (Davy Crockett)
- 1956 – Polowanie na lokomotywę (James Andrews)
- 1956 – Wozy jadą na zachód (John „Doc” Grayson)
- 1957 – Żółte psisko (Jim Coates)
- 1958 – Światło w lesie (Del Hardy)
- 1959 – Człowiek, którego zwano katem (szeryf Weston)
- 1959 – Pechowiec na prerii (Davy Crockett)
- 1962-63 – Pan Smith jedzie do Waszyngtonu (senator Smith)
- 1962 – Piekło jest dla bohaterów (sierż. Pike)
- 1963 – Spotkanie z Alfredem Hitchcockiem (szeryf Wister)
- 1964 – Prawo Burke’a (Herman Sitwell)
- 1964-70 – Daniel Boone (Daniel Boone)
- 1966 – Czarny mustang (Clint Barkley)